# Harlan Pratt
Harlan Pratt (* 10. Dezember 1978 in Redwater, Alberta) ist ein ehemaliger kanadischer Eishockeyspieler. Sein Bruder Nolan war ebenfalls ein professioneller Eishockeyspieler.

## Karriere
Harlan Pratt begann seine Karriere bei mehreren Vereinen in der Western Hockey League, einer der großen kanadischen Juniorenligen. Vor allem in den zwei Jahren bei den Prince Albert Raiders zeigte der Rechtsschütze seine Qualitäten in der Offensive: In der Spielzeit 1996/97 erzielte Pratt 33 Scorerpunkte in 65 Spielen. Daraufhin wurde er von den Pittsburgh Penguins an 124. Stelle des NHL Entry Draft 1997 ausgewählt.
Zur Saison 1998/99 wechselte der Verteidiger zunächst zu den Toledo Storm in die East Coast Hockey League, wo er später auch für die Florida Everblades aktiv war. Von 2001 bis 2003 spielte Pratt auch für verschiedene AHL-Teams, unter anderem für die Springfield Falcons. Allerdings wurde der Kanadier in der AHL zumeist mit Defensivaufgaben betraut, was jedoch nicht seiner Spielweise entsprach. So entschied sich Pratt zur Spielzeit 2003/04 erstmals zu einem Wechsel nach Europa, wo er zunächst einige Spiele für TPS Turku in der finnischen SM-liiga absolvierte. Anschließend unterschrieb der Defensivspieler einen Vertrag beim italienischen Erstligisten HC Meran.
Von 2004 bis 2006 versuchte Pratt noch einmal, sich in der AHL durchzusetzen, jedoch blieb sein Schicksal beim zweiten Anlauf bei den Falcons sowie einer zweiten Saison bei den Bridgeport Sound Tigers dasselbe wie zuvor. Lediglich 22 Scorerpunkte standen für den Kanadier in zwei Jahren zu Buche, sodass er sich zur Saison 2006/07 den Augsburger Panthern aus der Deutschen Eishockey Liga anschloss. Mit 27 Punkten aus 52 Spielen überzeugte der Verteidiger auf Anhieb auch offensiv und etablierte sich als einer der stabilsten Abwehrspieler der gesamten Liga. Da die Panther die Play-offs klar verpassten, wechselte Pratt für die Endrunde zum österreichischen Club Vienna Capitals, mit dem er im Halbfinale ausschied. Nach der Saison 2007/08, die er erneut bei den Augsburger Panthern verbrachte und in der er zum DEL All-Star Game eingeladen wurde, entschied sich Pratt zu einem Wechsel zum amtierenden deutschen Vizemeister Kölner Haie. Am 30. Januar 2009 wurde bekannt gegeben, dass Harlan Pratt bis Saisonende als Playoffverstärkung zu den ZSC Lions in die Schweiz wechsele, kam aber bei den Zürchern nie zum Einsatz.
Die folgende Spielzeit begann er beim HDD Olimpija Ljubljana, verließ diesen aber im Januar 2010. In der Saison 2010/11 stand er beim schwedischen Zweitligisten Tingsryds AIF unter Vertrag. Im Juli 2011 erhielt Pratt einen Kontrakt bei Alba Volán Székesfehérvár aus der EBEL.

## Erfolge und Auszeichnungen
- 2008 Teilnahme am DEL All-Star Game
- 2012 Ungarischer Meister mit SAPA Fehérvár AV 19

## Karrierestatistik
(Legende zur Spielerstatistik: Sp oder GP = absolvierte Spiele; T oder G = erzielte Tore; V oder A = erzielte Assists; Pkt oder Pts = erzielte Scorerpunkte; SM oder PIM = erhaltene Strafminuten; +/− = Plus/Minus-Bilanz; PP = erzielte Überzahltore; SH = erzielte Unterzahltore; GW = erzielte Siegtore; 1 Play-downs/Relegation; Kursiv: Statistik nicht vollständig)